# Gamajun

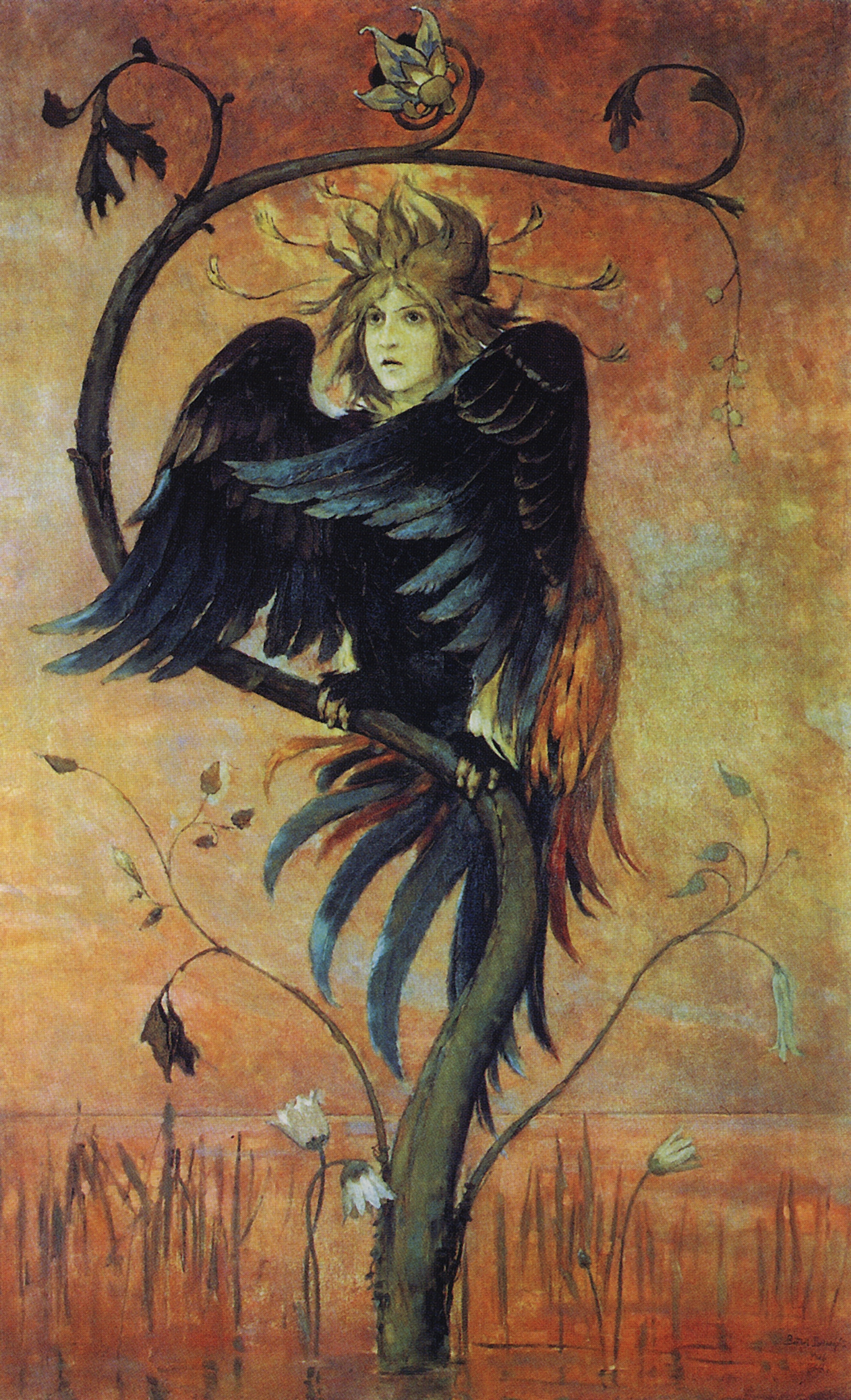
Il Gamajun in un dipinto di Viktor Vasnecov

Gamajun (in russo Гамаюн?) è un uccello profetico del folklore russo. 
Simbolo di saggezza e conoscenza, Gamajun vive su una remota isola posta a Oriente, nei pressi del Paradiso. Come il Sirin e l'Alkonost, il Gamajun è solitamente raffigurato come un grande uccello dal volto di donna.
Molte tradizioni folkloriche, tra le quali la tradizione popolare russa, assegnano a questi uccelli una significativa collocazione spirituale, quali intermediari tra il mondo vivente e il regno dei morti. L'uccello mitologico è portatore di una conoscenza universale sulle cose della terra e del cielo, su dei ed eroi, uomini e mostri, uccelli e animali. Canta degli inni rivolti agli uomini e predice l'avvenire a chi sappia ascoltarli. 
Secondo la leggenda, le profezie di Gamajun sono difficili da intendere perché il loro canto si confonde con il rumore delle tempeste.

## Letteratura e musica
In Roza Mira,  la sua cosmografia esoterica cristiano-buddista, Daniil Andreev sostiene che i Sirin, gli Alkonost, e i Gamajun si sono trasformati negli Arcangeli del Paradiso.
Viktor Vasnecov realizzò un dipinto dell'uccello mitologico nel 1897. Un'immagine della versione di Vasnetsov datata al 1889 ispirò il poeta Alexander Blok in una poesia che fu musicata da Dmitrij Šostakovič nel 1967 (Sette romanze su versi di Alexander Blok, op. 127-2, per soprano, violino, violoncello e pianoforte).